# Cornelia Brink
Cornelia Brink (* 11. Januar 1961 in Paderborn) ist eine deutsche Historikerin. Sie ist Außerplanmäßige Professorin für Neuere und Neueste Geschichte und Historische Anthropologie an der Albert-Ludwigs-Universität Freiburg.

## Leben
Nach dem Abitur am Gymnasium St. Michael in Paderborn im Sommer 1980 und einer Ausbildung zur Buchhändlerin studierte Brink von 1983 bis 1990 Volkskunde, Neuere Deutsche Literaturgeschichte, Kunstgeschichte sowie Wirtschaft- und Sozialgeschichte an der Universität Hamburg und an der Albert-Ludwigs-Universität Freiburg. Nach dem Magisterabschluss im Fach Volkskunde arbeitete Brink als wissenschaftliche Mitarbeiterin im Deutschen Uhrenmuseum in Furtwangen im Schwarzwald und am Historischen Museum des Hochstifts Paderborn in Büren.
Im Jahr 1997 wurde Brink mit einem Stipendium des Kulturwissenschaftlichen Instituts Essen mit einer Arbeit Zum öffentlichen Gebrauch von Fotografien aus nationalsozialistischen Konzentrationslagern bei Christoph Daxelmüller in Freiburg promoviert. Von 2000 bis 2007 war sie Wissenschaftliche Mitarbeiterin am Freiburger Lehrstuhl für
Neuere und Neueste Geschichte von Ulrich Herbert und bis 2003 zugleich Wissenschaftliche Mitarbeiterin am Sonderforschungsbereich 541 „Identitäten und Alteritäten“. Von 2003 bis 2006 war Brink Fellow im Margarete von Wrangell-Programm des Wissenschaftsministeriums Baden-Württemberg.
2008 habilitierte sich Brink mit einer von Ulrich Herbert begutachteten Studie zur Gesellschaftsgeschichte der Unterbringung in psychiatrischen Anstalten, 1850-1980 und erhielt die Venia Legendi für die Fächer Neuere und Neueste Geschichte und Historische Anthropologie. Von 2007 bis 2012 vertrat Brink den Lehrstuhl für Neuere und Neueste Geschichte am Historischen Seminar der Universität Freiburg; im Oktober 2012 übernahm sie die Akademische Leitung und Koordination des Masterstudiengangs Interdisziplinäre Anthropologie am Institut für Kulturanthropologie und Europäische Ethnologie der Universität Freiburg, wo sie seither als Außerplanmäßige Professorin lehrt.
Ihre Arbeitsschwerpunkte sind Visual History und Mediengeschichte, Kriegsfotografie, Menschenbilder, Normalität und Normativität, Kultur- und Sozialgeschichte psychiatrischen Wissens und psychiatrischer Praxis.
Derzeit listet die DFG zwei geförderte Projekte zu den Themen Kriegsfotografie im Zweiten Weltkrieg und Patienten-Erfahrungen in bundesdeutschen Psychiatrien seit Anfang der 1960er, an denen Brink beteiligt ist.

## Veröffentlichungen (Auswahl)
- Ikonen der Vernichtung. Öffentlicher Gebrauch von Fotografien aus nationalsozialistischen Konzentrationslagern nach 1945 (= Schriftenreihe des Fritz-Bauer-Instituts. Band 14). Akademie-Verlag, Berlin 1998, ISBN 978-3-05-003211-5 (Zugl.: Freiburg (Breisgau), Univ., Diss., 1996).
- „Auschwitz in der Paulskirche“. Erinnerungspolitik in Fotoausstellungen der sechziger Jahre. Jonas-Verlag, Marburg 2000, ISBN 978-3-89445-262-9.
- Grenzen der Anstalt. Psychiatrie und Gesellschaft in Deutschland 1860–1980 (= Moderne Zeit. Neue Forschungen zur Gesellschafts- und Kulturgeschichte des 19. und 20. Jahrhunderts. Band 20). Wallstein-Verlag, Göttingen 2010, ISBN 978-3-8353-0623-3 (Teilw. zugl.: Freiburg (Breisgau), Univ., Habil.-Schr., 2008 u.d.T.: Anstaltsmauern und Öffentlichkeit).
- Hg., mit Olmo Gölz und Nina Verheyen: Zeithistorische Forschungen 18 (2021), Heft 3: Männlichkeiten